# Simon Sez
Simon Sez ist eine Actionkomödie von Kevin Elders aus dem Jahr 1999. Sie entstand in deutsch-belgisch-US-amerikanischer Koproduktion.

## Handlung
Simon Sez ist als Agent für Interpol tätig, wobei er von seinen Assistenten Micro und Macro unterstützt wird. Sein Augenmerk liegt auf den Machenschaften des Waffenschiebers Ashton, der ein Geschäft mit Colonel Jacques Telore abzuschließen versucht. Der Colonel entscheidet sich jedoch kurzfristig um. In Simons Wahlheimat Frankreich verbringen unterdessen die junge Claire und der junge Michael die Ferienzeit gemeinsam. Claire ist als Austauschstudentin nach Frankreich gekommen und hat sich in Michael verliebt. Dessen Vater Bernard Gabrielli, Kopf einer Bewegung, die Korsika von Frankreich eigenständig werden lassen will, hält Claire jedoch ohne ihr Wissen als Geisel. Von Claires Vater William Fence fordert er eine geheime CD-ROM im Austausch für seine Tochter. Die CD soll Nick Miranda überbringen. Nick trifft kurz vor der Übergabe zufällig Simon, den er von früher kennt. Simon verhindert die Übergabe des Koffers mit der CD, die verschlüsselte Daten des US-amerikanischen Verteidigungsministeriums enthält. Um Claires Leben nicht zu gefährden, verspricht Simon Nick, Claire auf eigene Faust zu befreien.
Simon gelingt es mit Nicks dilettantischer Hilfe, Claire zu entführen. Sie reagiert wütend, da sie mit Michael zusammenbleiben wollte. Sie kann nicht glauben, dass Michaels Vater sie als Geisel halten wollte, und bricht nachts aus Simons Anwesen aus. Ashtons Männer entführen sie daraufhin und verlangen von ihrem Vater die Übergabe der CD. Ashton kann zudem den Colonel dazu bringen, ihm eine lange gewünschte Waffe zu übergeben: Der transportable Laser hat eine große Zerstörungskraft, kann jedoch nur mit zugehöriger Software funktionieren, die sich auf der CD befindet. William Fence übergibt Ashton notgedrungen die CD. Zur Befreiung Claires und Wiederbeschaffung der Daten-CD tun sich nun zahlreiche Personen zusammen: Simon, Nick, Micro und Macro, Claires Freund Michael sowie Simons Ex, eine Gegenagentin, die die Gruppe bisher bekämpft hat. Gemeinsam gelingt es ihnen, Claire zu befreien und die CD sowie den Laser zu zerstören, wobei auch Ashton ums Leben kommt. Der hatte bis zuletzt versucht, mit dem Laser den Pariser Eiffelturm zu zerstören. Nick, der einst wegen Unfähigkeit vom FBI abgelehnt wurde, erhält nun seinen ersten Einzelauftrag vom Geheimdienst. Simon Sez und seine Ex kommen wieder zusammen und Claire und Michael heiraten.

## Produktion

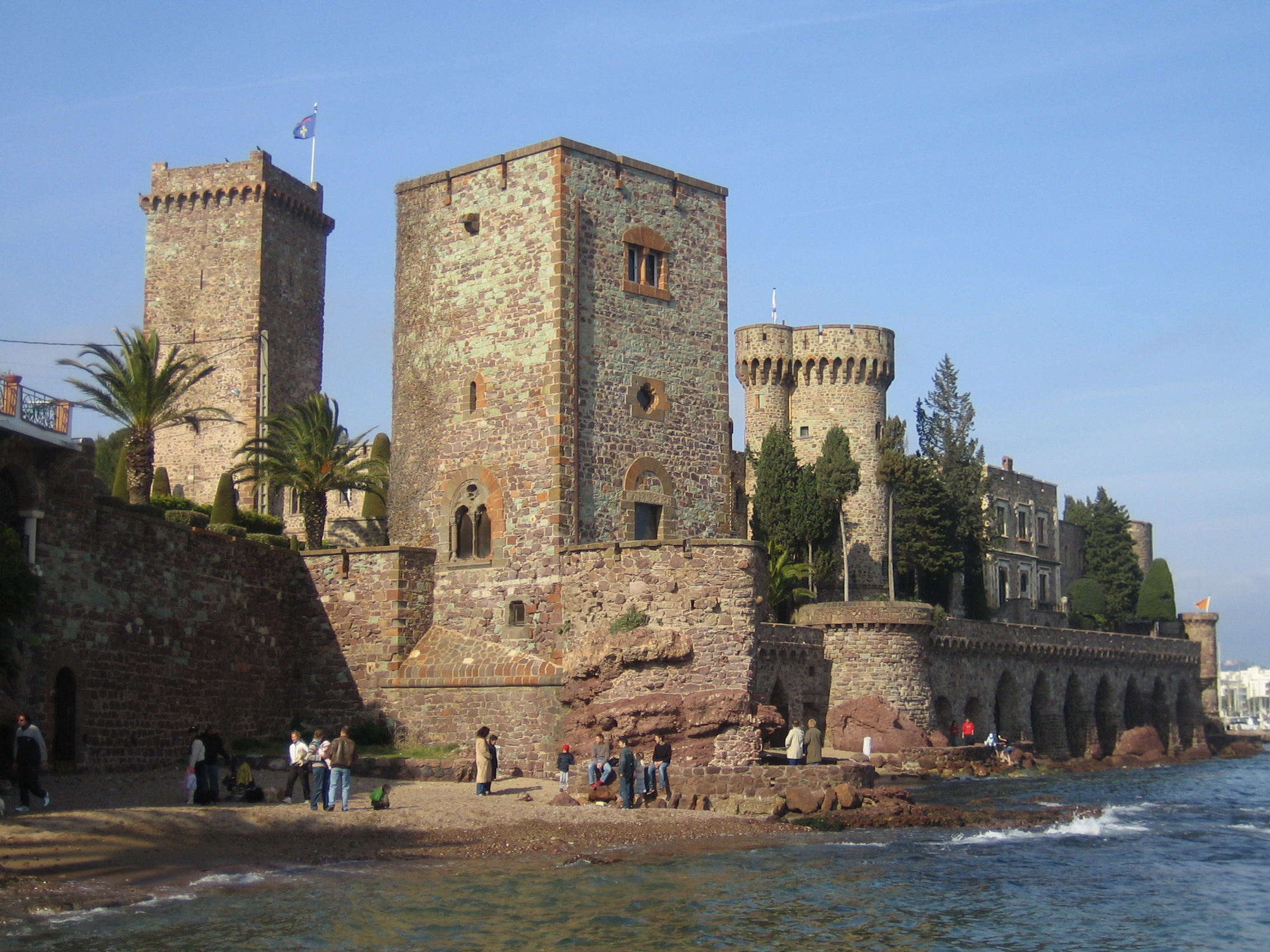
Château de la Napoule, ein Drehort des Films

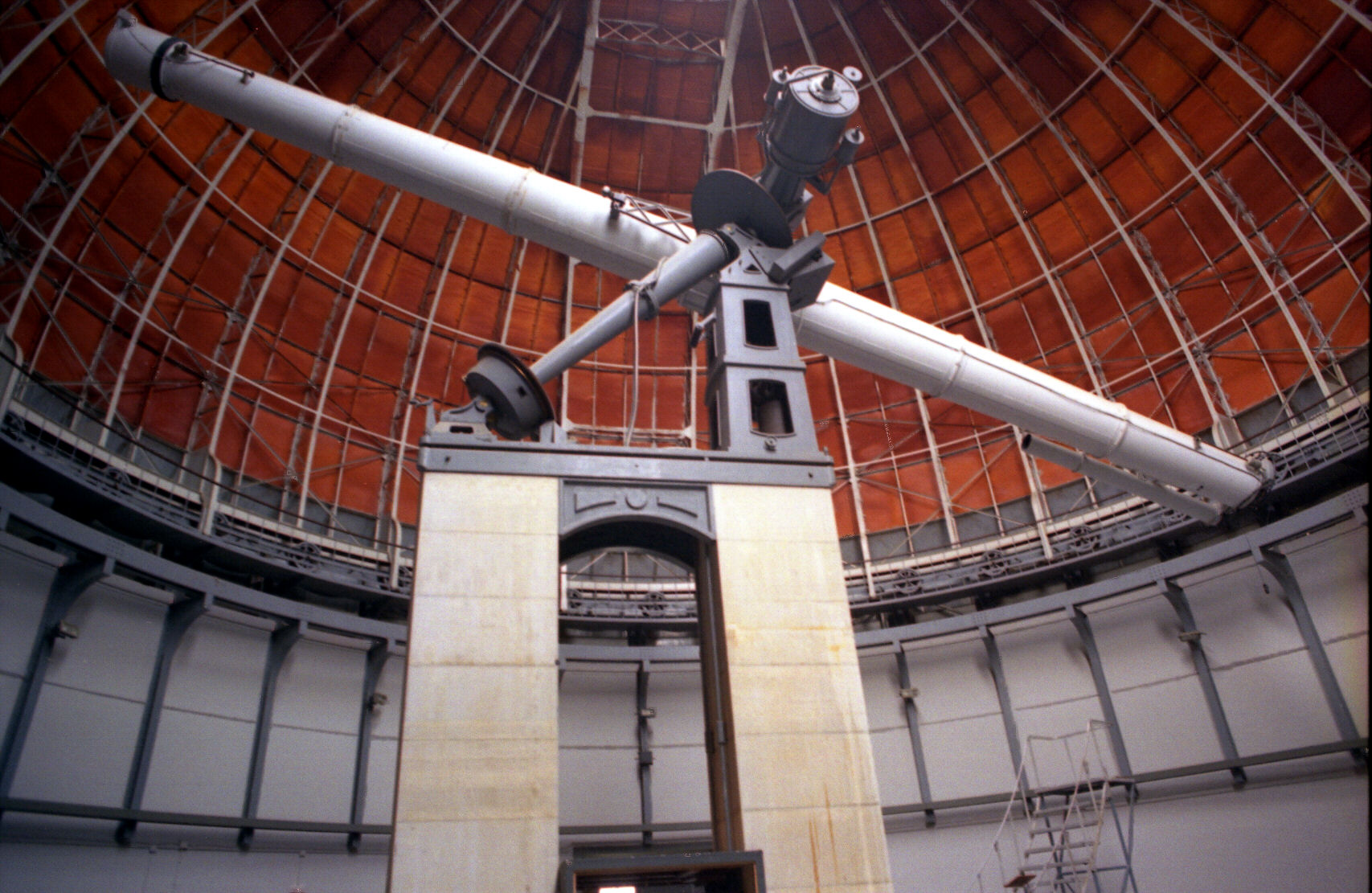
Observatoire de Nice, ein Drehort des Films

Die Dreharbeiten zu Simon Sez fanden unter anderem in Nizza, Villefranche-sur-Mer und Cagnes-sur-Mer statt. Ashtons Schloss war in Wirklichkeit das Château de la Napoule in Mandelieu-la-Napoule. Die Finalszenen um die Superwaffe wurden im Observatoire de Nice gedreht, wobei das große Fernrohr des Observatoriums den Laser darstellte. Die Kostüme schuf Jaleh Falk, die Filmbauten stammen von Damien Lanfranchi.
Simon Sez lief am 24. September 1999 in US-amerikanischen Kinos an und erschien am 18. April 2000 in Deutschland direkt auf Video sowie am 2. Mai 2000 auf DVD. Am 4. April 2003 wurde der Film von ProSieben erstmals im deutschen Fernsehen gezeigt.

## Synchronisation
| Rolle                  | Darsteller      | Synchronsprecher |
| ---------------------- | --------------- | ---------------- |
| Simon Sez              | Dennis Rodman   | Marco Kröger     |
| Nick Miranda           | Dane Cook       | Frank Röth       |
| Colonel Jacques Telore | Igor De Savitch | Ulrich Frank     |
| Michael Gabrielli      | Filip Nikolic   | Axel Malzacher   |

## Kritik
„Ein bis auf einige passable Actionszenen jämmerlicher Film, dessen kalauernder Humor auch nicht jedermanns Sache sein dürfte“, urteilte der filmdienst. „Rodman […] stakst hölzern durch die Kulissen, und Cook nervt als Jim-Carrey-Kopie“, urteilt Cinema und fasst zusammen: „lachhaft und lustlos zusammengekloppt“. Im Film „gesellt sich […] eine dünne Story um Entführung und Waffenhandel zu bestenfalls passablen Actionszenen“, schrieb das Hamburger Abendblatt, während die Saarbrücker Zeitung befand, dass es „viel über den Film aus[sagt], wenn Sportler Rodman bei weitem nicht der schlechteste Schauspieler ist.“ Der Film enthalte „witzlose Dialoge, ideenlos inszenierte Action-Szenen und ein[en] nervtötende[n] Nebendarsteller“. Die Welt schrieb, dass der Film zwar wirr sei, Dennis Rodman jedoch „geradlinig, cool und schnörkellos“ agiere; zudem versuche sich Topmodel Emma Sjöberg „gar nicht so erfolglos“ als Schauspielerin.

## Auszeichnungen
Dennis Rodman wurde für Simon Sez und Double Team im Jahr 2000 für eine Goldene Himbeere als Schlechtester Newcomer des Jahrzehnts nominiert.